# 1999年全米オープン (テニス)
1999年 全米オープン（1999ねんぜんべいオープン、US Open 1999）は、アメリカ・ニューヨークマンハッタンにある「USTAナショナル・テニスセンター」にて、1999年8月30日から9月12日にかけて開催された。

## シニア

### 男子シングルス
アンドレ・アガシ def.  トッド・マーティン, 6–4, 6–7(5), 6–7(2), 6–3, 6–2
- アガシは5年ぶり2度目の優勝である。

### 女子シングルス
セリーナ・ウィリアムズ def.  マルチナ・ヒンギス, 6–3, 7–6(4)
- 女子シングルス優勝のセリーナは、黒人の女子テニス選手として1957年&1958年の全米選手権（当時の名称）を制したアリシア・ギブソン（1927年 - 2003年）以来2人目の優勝者となった。

### 男子ダブルス
セバスチャン・ラルー /  アレックス・オブライエン def.  マヘシュ・ブパシ /  リーンダー・パエス, 7–6(7), 6–4

### 女子ダブルス
ビーナス・ウィリアムズ /  セリーナ・ウィリアムズ def.  チャンダ・ルビン /  サンドリーヌ・テスチュ, 4-6, 6-1, 6-4
- ウィリアムズ姉妹が全仏オープンに続く4大大会女子ダブルス年間2冠を獲得した。グランドスラムダブルス優勝は2度目。

### 混合ダブルス
マヘシュ・ブパシ /  杉山愛 def.  ドナルド・ジョンソン /  キンバリー・ポー, 6-4, 6-4
- 杉山愛が自身初・日本人2年ぶりのグランドスラム優勝。日本人が全米混合で優勝したの初。また全米で優勝したのは1955年以来44年ぶり。現在日本人の4大大会混合ダブルス最後の優勝。翌年も杉山は全米で優勝を果たす。

## ジュニア

### 男子シングルス
ヤルコ・ニエミネン def.  クリスチャン・プレス, 6–7, 6–3, 6–4

### 女子シングルス
リナ・クラスノルツカヤ def.  ナディア・ペトロワ, 6–3, 6–2

### 男子ダブルス
ジュリアン・ベネトー /  ニコラ・マユ def.  Alberto Francis /  Tres Davis, 6–4, 3–6, 6–1

### 女子ダブルス
ダヤ・ベダノワ /  イロダ・ツルヤガノワ def.  ガリナ・フォキナ /  リナ・クラスノルツカヤ, 6–3, 6–4